# Lorenzo Ilarione Randi
Lorenzo Ilarione Randi (Bagnacavallo, 12 luglio 1818 – Roma, 20 dicembre 1887) è stato un cardinale italiano.
Era figlio di Paolo Antonio e della contessa Arcangela Biancoli.

## Biografia
Dopo studi privati entrò nel Seminario di Faenza e quindi nella Pontificia Accademia Ecclesiastica a Roma.
Fu ordinato sacerdote a Faenza il 14 marzo 1841. Entrò nella prelatura romana sotto la protezione del cardinale Giacomo Antonelli. Fu delegato apostolico a Rieti dal 1852 al 1854, quindi a Perugia fino al 1856. Qui ebbe alcuni contrasti con l'allora arcivescovo Gioacchino Pecci e nel conclave del 1878 che elesse papa quest'ultimo, sarà uno dei suoi oppositori.
Dal 1856 al 1860 fu delegato apostolico ad Ancona e quindi fino al 1865 a Civitavecchia. Dal 1865 al 1870 fu ministro di polizia dello Stato pontificio e Governatore di Roma.
Papa Pio IX lo elevò al rango di cardinale nel concistoro del 17 settembre 1875, con il titolo di Cardinale diacono di Santa Maria in Cosmedin. Il 24 marzo 1884 optò per la diaconia di Santa Maria in Via Lata, mantenendo però quella di Santa Maria in Cosmedin in commendam. Nel contempo divenne anche cardinale protodiacono.
Non ebbe mai la consacrazione episcopale.
Morì all'età di 69 anni e fu sepolto inizialmente nel cimitero del Verano in Roma e successivamente la salma fu traslata nella tomba di famiglia in una villa in via Entirate n. 63 a Traversara, frazione del paese natìo.